# Hylesia travassosi
Hylesia travassosi är en fjärilsart som beskrevs av Lemaire 1988. Hylesia travassosi ingår i släktet Hylesia och familjen påfågelsspinnare. Inga underarter finns listade i Catalogue of Life.